# Hernán Medina
Hernán Esteban Medina (Córdoba, provincia de Córdoba, Argentina, 5 de septiembre de 1974) es un exfutbolista argentino que se desempeñaba como defensor. Dirigió al CD Motagua  de Honduras. Y actualmente es el entrenador de Racing de Nueva Italia (Córdoba - Argentina)

## Trayectoria

### Como jugador
Debutó como jugador del Club Atlético Belgrano el 15 de diciembre de 1996, en un Clásico cordobés contra el Club Atlético Talleres, cuyo resultado final fue una derrota de 0-1. Con el Pirata ascendió a la primera división en 1998, convirtiéndose en una de sus principales figuras, acumulando 59 juegos disputados y 10 goles convertidos. 
Sus participaciones le llevaron a ser contratado en 2000 por el Club Atlético Boca Juniors de Carlos Bianchi, equipo con el que consiguió dos títulos, el Apertura argentino y la Copa Intercontinental. Posteriormente, pasó al fútbol europeo con el AEK de Atenas y el Football Club Lorient. Volvió a la Argentina en 2002 y militó con el Club Olimpo en Primera. Sin embargo, sus últimos años de carrera transcurrieron en clubes del ascenso argentino.

### Como entrenador
En enero de 2019 arribó al Club Atlético Racing como director técnico, equipo con el que consiguió el ascenso al Torneo Regional Federal Amateur, ese año, y al Torneo Federal A, en 2020. Durante el Torneo Federal A 2021 finalizó subcampeón luego de que perdió la final ante el Deportivo Madryn, conjunto que ascendió a la Primera B Nacional.
Su balance como entrenador de la Academia cordobesa arrojó los siguientes números: 36 partidos disputados, 22 ganados, 10 empatados y 4 perdidos (con una efectividad del 76%).
El 18 de marzo de 2022 se oficializó su contratación como entrenador del Fútbol Club Motagua.

## Clubes

### Como jugador
| Club                      | País      | Año       |
| ------------------------- | --------- | --------- |
| Belgrano                  | Argentina | 1996-2000 |
| Boca Juniors              | Argentina | 2000      |
| AEK Atenas                | Grecia    | 2001      |
| Lorient                   | Francia   | 2001-2002 |
| Olimpo                    | Argentina | 2002-2004 |
| Belgrano                  | Argentina | 2004-2005 |
| Alumni                    | Argentina | 2005-2006 |
| San José                  | Bolivia   | 2007      |
| Estudiantes de Río Cuarto | Argentina | 2007      |
| Deportivo Maipú           | Argentina | 2008      |
| Gimnasia y Esgrima (M)    | Argentina | 2009      |
| Sportivo Patria           | Argentina | 2010-2011 |
| General Paz Juniors       | Argentina | 2012      |

### Como entrenador
| Club              | País      | Año           |
| ----------------- | --------- | ------------- |
| Racing de Córdoba | Argentina | 2019-2022     |
| Motagua           | Honduras  | 2022-2023     |
| Victoria          | Honduras  | 2023          |
| Marathón          | Honduras  | 2024-Presente |

### Estadísticas como entrenador
| Equipo                      | Div.                | Torneo              | Estadísticas | Estadísticas | Estadísticas | Estadísticas | Estadísticas | Estadísticas | Estadísticas | Estadísticas |
| Equipo                      | Div.                | Torneo              | PD           | G            | E            | P            | GF           | GC           | DG           | Efectividad  |
| --------------------------- | ------------------- | ------------------- | ------------ | ------------ | ------------ | ------------ | ------------ | ------------ | ------------ | ------------ |
| Racing de Córdoba Argentina | 4.ª                 | 2020-21             | 5            | 5            | 0            | 0            | 12           | 3            | +9           | 100%         |
| Racing de Córdoba Argentina | 3.ª                 | 2021                | 31           | 17           | 10           | 4            | 46           | 18           | +28          | 65.59%       |
| Racing de Córdoba Argentina | Total               | Total               | 36           | 22           | 10           | 4            | 58           | 21           | +37          | 76%          |
| Motagua Honduras            |                     |                     |              |              |              |              |              |              |              |              |
| 1.ª                         |                     |                     |              |              |              |              |              |              |              |              |
| Clausura 2022               | 12                  | 7                   | 3            | 2            | 23           | 7            | +16          | 66.67%       |              |              |
| Apertura 2022               | 22                  | 10                  | 6            | 5            | 34           | 28           | +6           | 54.55%       |              |              |
| Liga Concacaf 2022          | 6                   | 2                   | 3            | 1            | 3            | 1            | +2           | 50%          |              |              |
| Apertura 2022               | 4                   | 1                   | 1            | 2            | 4            | 5            | -1           | 33.33%       |              |              |
| Total                       | Total               | 44                  | 20           | 13           | 9            | 61           | 39           | +22          | 57.5%        |              |
| Victoria Honduras           | 1.ª                 | Apertura 2023       | 18           | 4            | 5            | 9            | 23           | 30           | -7           | 31.48%       |
| Victoria Honduras           | Total               | Total               | 18           | 5            | 5            | 9            | 23           | 30           | -7           | 31.48%       |
| Marathón Honduras           | 1.ª                 | Clausura 2024       | 15           | 9            | 2            | 4            | 30           | 16           | +14          | 64.44%       |
| Marathón Honduras           | Total               | Total               | 15           | 9            | 2            | 4            | 30           | 16           | +14          | 64.44%       |
| Total en su carrera         | Total en su carrera | Total en su carrera | 98           | 47           | 28           | 22           | 142          | 90           | +52          | 57.48%       |

Actualizado el 22 de diciembre de 2023.

## Palmarés

### Como jugador

#### Campeonatos nacionales
| Título           | Club         | País      | Año    |
| ---------------- | ------------ | --------- | ------ |
| Primera División | Boca Juniors | Argentina | A-2000 |
| Copa de Francia  | Lorient      | Francia   | 2001   |

#### Copas internacionales
| Título                | Club         | Sede final | Año  |
| --------------------- | ------------ | ---------- | ---- |
| Copa Intercontinental | Boca Juniors | Japón      | 2000 |

### Como entrenador

#### Campeonatos nacionales
| Título                    | Club    | País     | Año    |
| ------------------------- | ------- | -------- | ------ |
| Liga Nacional de Honduras | Motagua | Honduras | C-2022 |